# Delahaye Type 108
Der Delahaye Type 108 ist ein Pkw-Modell der Zwischenkriegszeit. Hersteller war Automobiles Delahaye in Frankreich.

## Beschreibung
Die Fahrzeuge wurden im Oktober 1928 auf dem Pariser Autosalon präsentiert und bis 1933 hergestellt. Es war eine Gemeinschaftsentwicklung von Delahaye und Chenard & Walcker, die ihr Modell T 8 nannten.
Der Sechszylinder-Ottomotor war in Frankreich mit 14 CV eingestuft. Er hat 70 mm Bohrung, 107 mm Hub und 2471 cm³ Hubraum. Er leistet 50 PS. Er ist vorn im Fahrgestell eingebaut und treibt die Hinterachse an.
Die erste Serie entstand von 1928 bis 1929 mit einem Radstand von 311 cm. Die Höchstgeschwindigkeit beträgt 105 km/h. 200 Fahrzeuge wurden gefertigt.
Bei der zweiten Serie, die es von 1929 bis 1931 gab, wurde der Radstand auf 315 cm verlängert. 
Im Angebot standen ein fünfsitziger Tourenwagen mit Luxusausstattung, eine Pullman-Limousine namens Aquitaine von Manessius, ein viersitziges Cabriolet und ein viersitziges Faux Cabriolet von Currus. Insgesamt entstanden 875 Fahrzeuge dieser Serie.
1931 folgte der Typ 108 N, der bis Mitte 1933 im Sortiment blieb. Unter anderem wurden Kühlergrill und das Emblem geändert. Weitere Aufbauten ergänzten das Sortiment. So gab es ein weiteres Faux Cabriolet von Currus namens Golf, eine Limousine mit Luxusausstattung namens Champagne, Cabriolimousinen von Ansart et Teisseire sowie Sonderaufbauten von anderen Karosseriebauunternehmen. Diese Serie umfasste 150 Fahrzeuge.